# ヴォックス (テレビ制作会社)
株式会社ヴォックス（英称：VOX Inc.）は、関西・中京ローカルのテレビ番組やCMの制作プロダクションである。

## 概要
2008年7月に発足した。

## 会社の概要について

### 所在地
- 本社
  - 〒530-0047 大阪府大阪市北区西天満5-1-15-5F

### 役員
- 代表取締役：吉川孝二
- 取締役：加藤裕之

## 主な制作番組

### 現在
NHK
- 日曜美術館（Eテレ）◎

毎日放送
- せやねん!★

朝日放送テレビ
- ごきげん!ブランニュ★

読売テレビ（ytv）
- 情報ライブ ミヤネ屋◎

CBCテレビ
- そこが知りたい 特捜!板東リサーチ◎

### 過去
ABCテレビ
- 上沼恵美子のおしゃべりクッキング
- 艶艶メッセンジャー

関西テレビ
- チュートリアルのチューして!◎

読売テレビ（ytv）
- 大阪ほんわかテレビ★

東海テレビ
- めざましテレビ★
- ぴーかんテレビ★
- スタイルプラス

メ〜テレ
- どですか!